# 儋州
儋州（だんしゅう）は、中国にかつて存在した州。唐代から民国初年にかけて、現在の海南省西部に設置された。

## 概要
622年（武徳5年）、唐により儋耳郡は儋州と改められた。742年（天宝元年）、儋州は昌化郡と改称された。758年（乾元元年）、昌化郡は儋州の称にもどされた。儋州は安南都督府に属し、義倫・昌化・感恩・洛場・富羅の5県を管轄した。
1073年（熙寧6年）、北宋により儋州は昌化軍と改められた。1235年（端平2年）、南宋により昌化軍は南寧軍と改称された。南寧軍は広南西路に属し、宜倫・昌化・感恩の3県を管轄した。
元のとき、南寧軍は湖広等処行中書省に属し、宜倫・昌化・感恩の3県を管轄した。
1368年（洪武元年）、明により南寧軍は儋州と改められた。儋州は瓊州府に属し、昌化県1県を管轄した。
清のとき、儋州は瓊州府に属し、属県を持たない散州となった。
1912年、中華民国により儋州は廃止され、儋県と改められた。